# Aeroméxico-Connect-Flug 2431
Aeroméxico-Flug 2431 war die Flugnummer eines Linienfluges der Aeroméxico Connect vom General Guadalupe Victoria International Airport in Durango nach Mexiko-Stadt, bei dem am 31. Juli 2018 gegen 15:30 Uhr Ortszeit die eingesetzte Maschine des Typs Embraer ERJ-190AR (Luftfahrzeugkennzeichen: XA-GAL) kurz hinter der Startbahn abstürzte. An Bord befanden sich 103 Personen, davon 99 Passagiere und vier Besatzungsmitglieder. Alle Insassen überlebten den Absturz, 85 Menschen wurden verletzt, 49 von ihnen in Krankenhäuser eingeliefert. Ein Großteil der Passagiere war in der Lage, das Flugzeug selbständig zu verlassen. Die schwerste Verletzung erlitt einer der Piloten, der an der Wirbelsäule notoperiert werden musste.
Das Flugzeug war beim Absturz rund 10 Jahre alt, wurde zunächst von zwei anderen Fluggesellschaften genutzt und seit 2014 von Aeroméxico betrieben.

## Unfallhergang
Als Absturzursache wurden vom Flughafenbetreiber Grupo Aeroportuario del Centro Norte S.A.B. de C.V. (OMA) zunächst schlechte Witterungsverhältnisse vermutet. Gemäß Wetterbericht für den Flughafen hatte um 15:18 Uhr ein Gewitter begonnen, in dessen Folge die Lufttemperatur innerhalb einer Stunde von 28 °C auf 20 °C gesunken war. Der Gouverneur des Gliedstaates Durango, José Aispuro, teilte mit, dass das Flugzeug während eines Sturmes gestartet war und die Piloten möglicherweise versucht hatten, den Start abzubrechen. Ihm zufolge habe das Flugzeug abgehoben, jedoch an Höhe verloren, als es von einer Windböe getroffen worden war. Das Flugzeug sackte plötzlich ab und schlug, beginnend mit der linken Tragfläche, links von der Startbahn auf den Boden auf. Beide Triebwerke wurden abgerissen, als das Flugzeug über den Boden rutschte, sie kamen links von der Startbahn zum Liegen. Das Flugzeug kam einige Hundert Meter hinter dem Ende der Startbahn zum Stehen. Rund drei bis vier Minuten nach dem Stillstand fing es Feuer und brannte aus. Laut Aispuro sind einige Passagiere selbst aus der Maschine gestiegen, manche seien gar zu Fuß zurück zum Flughafen gelaufen um Angehörige aufzusuchen. Zwei Personen, darunter der Flugkapitän, wurden schwer verletzt. Der Großteil der Verletzten war bereits am 1. August 2018 aus den Krankenhäusern entlassen worden.
Beobachtern am Boden zufolge kam das Flugzeug aufgrund eines Triebwerkschadens nach links von der Startbahn ab.
Die Flugschreiber wurden in sehr gutem Zustand geborgen. Die Unfallursache wird von einer Kommission gemäß den Bestimmungen des Annex 13 zum internationalen Luftfahrtübereinkommen der Internationalen Zivilluftfahrtorganisation (ICAO) untersucht. Daran beteiligt sind über das mexikanische Sekretariat für Kommunikation und Verkehr (SCT) die Generaldirektion der mexikanischen Zivilluftfahrt (DGAC) als Vertreter des Staates des Flugzeugbetreibers und des Unfallsortes, der Flugzeughersteller Embraer sowie die US-amerikanische Nationale Behörde für Transportsicherheit (NTSB) und die Bundesluftfahrtbehörde der Vereinigten Staaten (FAA) als Vertreter des Staates des Herstellers der Triebwerke.
Laut Untersuchungsbericht saß bei dem Unfall ein noch nicht fertig geschulter Pilot am Steuer. Er hatte seine Ausbildung für den Flugzeugtyp noch nicht abgeschlossen und steuerte zum ersten Mal eine reale Embraer 190. Wichtige Prüfungen, die für das Training im realen Flugzeug notwendig sind, fehlten ihm. Vieles deutet darauf hin, dass die restliche Crew den Flug zur Ausbildung des unerfahrenen Piloten nutzen wollte. Dem Kapitän am anderen Steuer fehlten die Berechtigungen als Instruktor, er handelte zögerlich und übernahm die Kontrolle erst kurz nachdem das Flugzeug wieder auf dem Boden aufschlug. Es befand sich zudem ein Kopilot im Cockpit sowie zwei Stewardessen in der Kabine. Die Ermittler gehen davon aus, dass Scherwinde Hauptverursacher für den Unfall waren und die unqualifizierte Crew mit dazu beigetragen hat. Ein gestörtes Situationsbewusstsein zwischen den Piloten führte dazu, dass die Crew wichtige Anzeichen übersah, die auf die gefährlichen Winde hindeutete. Vorschriften zur Kommunikation in kritischen Flugphasen seien von der Besatzung nicht eingehalten worden.

## Kritik
Ungeachtet der noch ausstehenden Klärung der Schuldfrage wurden die vier eigentlichen Besatzungsmitglieder unmittelbar nach dem Unfall aufgrund der zügigen und vollständigen Evakuierung des Flugzeugs in mehreren Medien als „Helden“ gefeiert. An anderer Stelle wurde die Haltung des SCT wiedergegeben, die unter anderem auch die Möglichkeit des menschlichen Versagens in die Untersuchungen zur Unfallursache einbezogen hat. Die nationale mexikanische Gewerkschaft der Fluglotsen teilte am 3. August 2018 mit, dass die alleinige Entscheidung zum Start beim Flugkapitän gelegen habe. Der Fluglotse habe diesem aktuelle Wetterinformationen übermittelt. Die Gewitterzelle habe den Flughafen in weniger als 5 Minuten überquert, die Wetteränderung sei plötzlich erfolgt.